# August Kekulé
Friedrich August Kekulé von Stradonitz, född 7 september 1829 i Darmstadt, död 13 juli 1896 i Bonn, var en tysk kemist, far till Stephan Kekulé von Stradonitz.

## Biografi

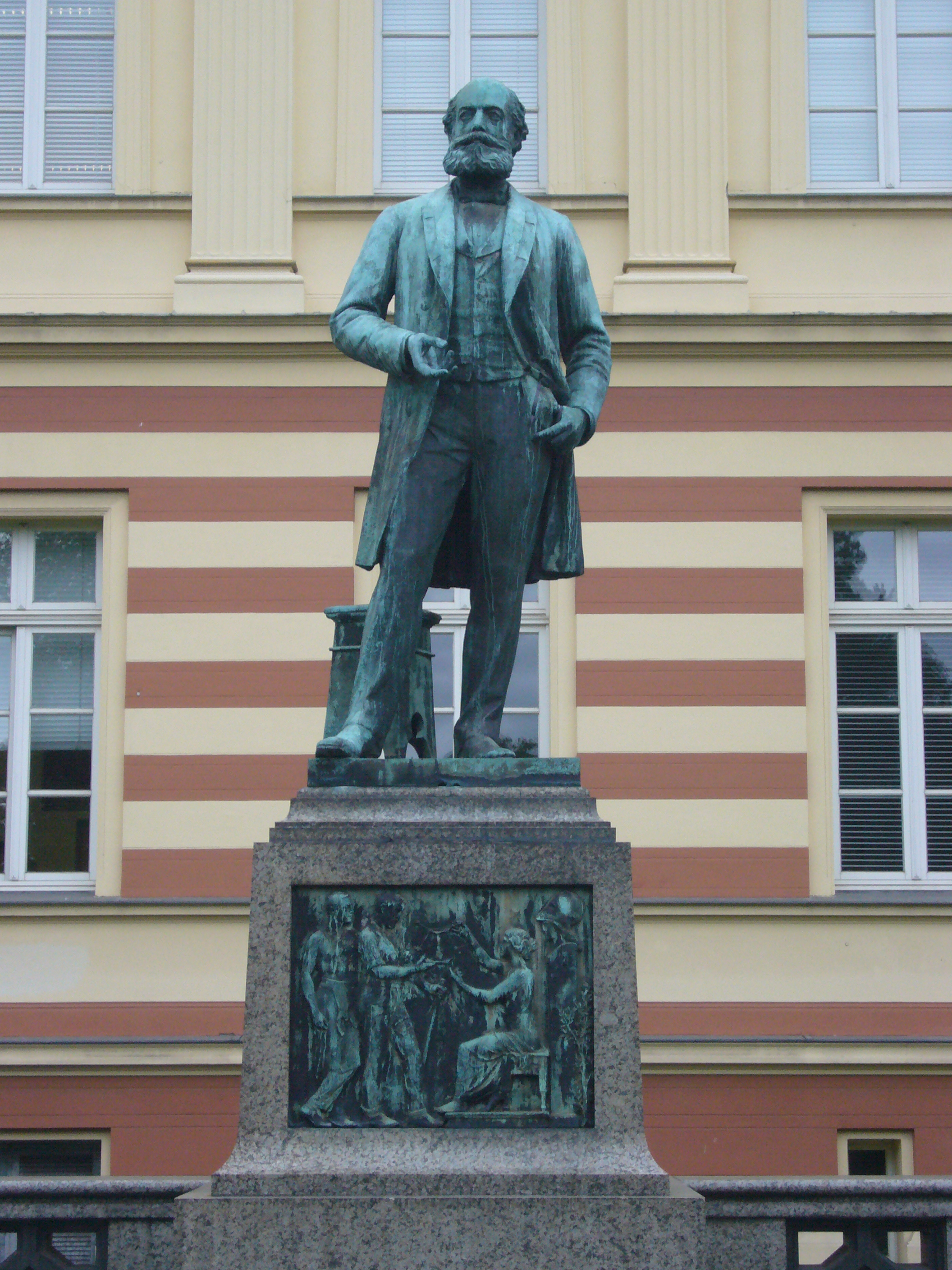
Kekulémonumentet i Bonn.

Han skrev först sitt efternamn Kekulé men lade 1895 till familjenamnet von Stradonitz. Det finns inga uppgifter om att han själv någon gång använde sitt första förnamn Friedrich.
Kekulé hade först för avsikt att utbilda sig till arkitekt. När han hade påbörjat sina studier vid Giessens universitet kom han där att gå på några av Justus von Liebigs kemiska föreläsningar och blev inspirerad av denne till att byta fält. Efter examen under Liebig studerade han hos Jean-Baptiste Dumas i Paris och arbetade sedan 1853 till 1855 vid St Bartholomew's Hospital i London, där han lärde känna Alexander William Williamson. Efter en period i Heidelberg blev han 1858 professor i Gent samt 1868 professor i Bonn, där han förblev till sin död. Han tilldelades Copleymedaljen 1885.
Kekulé befordrade i väsentlig mån den organiska kemins utveckling. Att kolatomer i organiska föreningar har valensen 4 och att dessa kan bindas till varandra i kedjor, räknas som Kekulés verk. Det första resultatet formulerades 1858 som en utvidgning av Charles Frédéric Gerhardts teori för "kemiska typer", till vilken han lade "metantypen" där kolatomen kan bindas till fyra väteatomer eller deras motsvarigheter. Om kolatomers kedjebindande förmåga har Kekulé långt senare sagt att han fick idén under sitt Londonuppehåll på väg hem sittande på takbänken på en hästomnibuss.  Det bör bemärkas att Kekulé och hans samtida inte hade 1900-talets fysikaliska metoder för att bestämma atomernas lägen i förhållande till varandra utan enbart baserade sina teorier på iakttagelser av kemiska egenskaper.
År 1866 uppställde Kekulé sin bekanta bensenformel, vilken ligger till grund för uppfattningen av de aromatiska föreningarnas konstitution och vilken har gett anledning till den utomordentliga utveckling och betydelse studiet av de aromatiska kropparna alltifrån Kekulés tid erhållit i såväl teoretiskt som praktiskt hänseende.
Kekulé var en av initiativtagarna till den internationella kemikongressen i Karlsruhe den 3–5 september 1860. Denna var den första internationella sammankomsten inom kemin och möjligen också inom naturvetenskapen över huvud taget. 
Epokgörande blev Kekulés lärobok Lehrbuch der organischen Chemie oder der Chemie der Kohlenstoffverbindungen (1859–1887).

## Eftermäle
År 1903 restes till Kekulés ära ett större monument i Bonn.
Asteroiden 13254 Kekulé är uppkallad efter honom.